# Afroamerikanische Religionen
Als afroamerikanische Religionen werden zusammenfassend die neo-ethnischen Religionen der Afroamerikaner bezeichnet, die seit dem 16. Jahrhundert durch die Verschleppung afrikanischer Sklaven nach Amerika kamen und deren Wurzeln in afrikanischen Religionen liegen.

## Gemeinsamkeiten
Den meisten afroamerikanischen Religionen ist der Götterpantheon der Orishas gemeinsam, der auf die Religion der Yoruba aus Westafrika zurückgeht. Vielfach bildeten sie eine synkretistische Synthese aus afrikanischer und europäischer Religion, um durch eine christliche Fassade die Legitimation zur Ausübung der eigenen Bräuche und Riten zu erhalten (siehe auch afrikanische Kirchen als indigene christliche Kulturen). Manche Religionen sind von südamerikanisch-indianischen Religionen beeinflusst worden.
Eine weitere Gemeinsamkeit ist Yoruba als Zeremonialsprache in vielen afroamerikanischen Religionen. Wichtige Bestandteile der afroamerikanischen Religionen sind Ahnenkult und Animismus („Alles ist beseelt“). Zum afrikanischen Erbe gehört, dass die Zeremonien fast immer von Trommelmusik begleitet werden. Oft handelt es sich um Trancekulturen.

## Abgrenzung
Keine afroamerikanische Religion ist Rastafari, obwohl diese stark auf den afrikanischen Kontinent bezogen ist. Als christliche Religion, die in den 1930er Jahren entstand, wurzelt sie jedoch nicht oder kaum in den traditionellen afrikanischen Religionen. In den USA entstand zeitgleich wie in Äthiopien um die Wende zum 20. Jahrhundert die Vorstellung, die biblischen Verheißungen seien spezifisch auf die Einwohner Afrikas bezogen (Äthiopismus). Unter den Afroamerikanern der USA ist zum Jahresende das Fest Kwanzaa verbreitet, das auf die Black-Power-Bewegung zurückgeht und seit den 1960er Jahren gefeiert wird.

## Brasilien
Unter den afrobrasilianischen Religionen ist besonders der Candomblé von Bedeutung. Ebenso verbreitet, aber stark vom Spiritismus beeinflusst, ist die Umbanda. Weitere afrobrasilianische Religionen sind der Xangô-Kult im Nordosten und die Batuque im Süden Brasiliens. Als Oberbegriff werden die afrobrasilianischen Religionen häufig abwertend als Macumba bezeichnet.

## Kuba
In Kuba ist die Santería die dominierende afroamerikanische Religion. Eine andere Spielart afroamerikanischer Religionen ist der Palo.

## Haiti
In Haiti ist Voodoo die am weitesten verbreitete Religion.

## Jamaika
Obeah wird in Jamaika, aber auch in Suriname, den Jungferninseln, Trinidad und Tobago, Guyana, Belize, auf den Bahamas, St. Vincent und die Grenadinen, Barbados und anderen Karibikgebieten praktiziert. Eine andere Variante im östlichen Jamaika ist Kumina.

## Suriname
In Suriname finden sich die Obeah-Religion und Winti.

## Vereinigte Staaten
In Nordamerika wurden während der Zeit der Sklavenhaltung die schwarzafrikanische Sozialordnung und ihre Kultur zerschlagen. Während afrikanische Musikformen teilweise im Blues und anderer Black Music fortlebten, spielen afrikanische Religionen in den USA keine Rolle mehr. Erst durch haitianische Einwanderung konnte in den letzten Jahrzehnten Voodoo eine gewisse Bedeutung in den Südstaaten erlangen. Dass afroamerikanische Religionen in den USA eine geringe Rolle spielen, hängt auch mit dem vergleichsweise kleinen Anteil der schwarzen Bevölkerung an der Gesamtbevölkerungszahl zusammen.